# Abrocoma bennettii
Espèce
Statut de conservation UICN

 LC  : Préoccupation mineure
Le Rat-chinchilla du Chili ou Rat-chinchilla de Bennett (Abrocoma bennettii) est une espèce de petits rongeurs de la famille des Abrocomidae, aussi appelés rats-chinchillas et originaires de la Cordillère des Andes. Ce rat-chinchilla est endémique du Chili.
L'espèce a été décrite pour la première fois en 1837 par le zoologiste britannique George Robert Waterhouse (1810-1888). Son nom scientifique rend hommage à Edward Turner Bennett (1797-1836), un médecin et zoologiste britannique.

## Liste des sous-espèces
Selon Mammal Species of the World (version 3, 2005)  (27 sept. 2012) :
- sous-espèce Abrocoma bennettii bennettii
- sous-espèce Abrocoma bennettii murrayi

Selon NCBI (27 sept. 2012) :
- sous-espèce Abrocoma bennettii bennettii

## Répartition

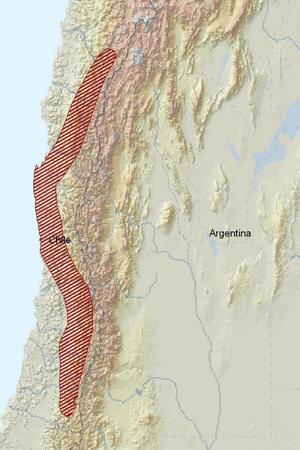
Répartition de l'espèce en Amérique du Sud.

Cette espèce est endémique du Chili.